# Ladängssjöns naturreservat
Ladängssjöns naturreservat är ett naturreservat i Norrtälje kommun i Stockholms län.
Området är naturskyddat sedan 2012 och är 79 hektar stort. Reservatet omfattar en mindre höjd i sydväst och den lilla sjön Ladängssjön i nordväst. Reservatet består av granskog och sumpskog.